# Феський договір
Фе́ський до́говір — документ, підписаний 30 березня 1912 у Фесі марокканським султаном Абд аль-Хафізом з представниками Франції, Німеччини і Іспанії з метою вирішення Агадірської кризи:
- Абд аль-Хафіз відмовлявся від суверенітету Марокко і визнавав свою державу французьким протекторатом (Французьке Марокко).
- Німеччина відмовлялася від домагань на Марокко в обмін на поступку французами Нового Камеруну.
- Іспанці набували суцільну смугу володінь на півночі Марокко (Іспанське Марокко): Іспанія мала отримати протекторат над Танжером і Ер-Риф, Іфні на узбережжі Атлантичного океану на південному заході, а також над районом Тарфайя на південь від річки Драа, де султан залишався номінальним сувереном і був представлений віце-регентом в Сіді-Іфні під контролем іспанської комісії.[1]

Укладення договору, було невигідного для Марокко, що змусило Абд аль-Хафіда відректися від престолу і, у тривалішій перспективі, ледь не призвело до розпаду держави (див. рифська війна).
Феський договір 1912, договір про встановлення французького протекторату над Марокко, укладений 30 березня 1912 в м. Фес (Марокко) між марокканським султаном Абд-аль-Хафізом і представником французького уряду (дипломатичний агент Франції в Танжері) Реньо. Згідно з угодою султан, формально зберігаючи становище глави держави, змушений був погодитися на військову окупацію Марокко (ст. 2). Єдиним посередником між султаном та іноземними державами оголошувався французький генеральний резидент; він наділявся правом затверджувати й публікувати від імені французького уряду всі декрети султана (ст. 5). Султан зобов'язався не укладати жодних актів, що мають міжнародний характер, без згоди французького уряду (ст. 6). Разом з тим Франція була змушена включити в договір статтю (ст. 1), в якій зобов'язалася вступити в переговори з іспанським урядом з приводу інтересів Іспанії в Марокко; ця ж стаття передбачала збереження спеціального режиму для Танжеру. Відповідно до неї 27 листопада 1912 був підписаний франко-іспанський договір, за яким невелика частина Північного Марокко переходила під владу Іспанії. Феський договір позбавив Марокко національної незалежності. Договір було анульовано в результаті підписання франко-марокканської декларації про незалежність Марокко 2 березня 1956.
Також договір надавав концесію на експлуатацію залізних рудників гори Уїксан (Uixan) Іспанській Рифській Гірничій компанії, а також дозволяв будівництво залізниці, задля зв'язку копалень з Мелільєю.